# かんたんWebアニメーション
かんたんWebアニメーション（かんたんウェブアニメーション）は、サイバーフロントが開発・販売している純国産の Flash 作成ソフトウェア。2007年7月に発売された。同じく純国産 Flash 作成ソフトである FlashMaker の開発チームが開発を担当。

## 概要
Adobe Flashほどの複雑な作品は作れないが、その代わりに操作が非常にシンプルで、ActionScriptを使用することなくインタラクティブな Flash が作成できる。Mac OS X にも対応している。
作成したFlashに広告が埋め込まれる「無料版」も存在する。